# 297 Кекилија
297 Кекилија (лат. 297 Caecilia) је астероид главног астероидног појаса са пречником од приближно 39,48 km.
Афел астероида је на удаљености од 3,618 астрономских јединица (АЈ) од Сунца, а перихел на 2,704 АЈ.
Ексцентрицитет орбите износи 0,144, инклинација (нагиб) орбите у односу на раван еклиптике 7,557 степени, а орбитални период износи 2053,008 дана (5,620 година).
Апсолутна магнитуда астероида је 9,50 а геометријски албедо 0,179.
Астероид је откривен 9. септембра 1890. године.